# گورنگا موتنیتسا
گورنگا موتنیتسا (به صربی: Gornja Mutnica) یک روستا در صربستان است که در ناحیه پوموراولیه واقع شده‌است. گورنگا موتنیتسا ۷۴۰ نفر جمعیت دارد.